# كريستا جونسون
كريستا جونسون (بالإنجليزية: Christa Johnson)‏ هي لاعبة غولف أمريكية، ولدت في 25 أبريل 1958 في أركاتا في الولايات المتحدة.

## وصلات خارجية
- كريستا جونسون على موقع رابطة لاعبات الغولف المحترفات (الإنجليزية)